# Elymus formosanus
Elymus formosanus är en gräsart som först beskrevs av Masaji Masazi Honda, och fick sitt nu gällande namn av Áskell Löve. Elymus formosanus ingår i släktet elmar, och familjen gräs.
Artens utbredningsområde är Taiwan. Inga underarter finns listade i Catalogue of Life.